# Panagiotis Fasoulas
Panagiotis „Panos“ Fasoulas (řecky: Παναγιώτης Φασούλας; * 12. května 1963 Soluň) je bývalý řecký basketbalista a politik. S řeckou mužskou basketbalovou reprezentací vyhrál mistrovství Evropy v roce 1987 a roku 1989 si z evropského šampionátu přivezl stříbro. Na klubové úrovni bylo jeho největším úspěchem vítězství v Eurolize, nejprestižnější evropské klubové soutěži, v dresu Olympiakos BC (1997) a vítězství v Poháru vítězů pohárů s PAOK BC v roce 1991. Největšího individuálního ocenění se mu dostalo v roce 2016, když byl uveden do Síně slávy Mezinárodní basketbalové federace (FIBA). V roce 1986 byl draftován do NBA klubem Portland Trail Blazers, avšak nabídku hrát v zámoří nikdy nevyužil a strávil celou kariéru ve dvou řeckých klubech, PAOK (1981–1993) a Olympiakos (1993–1999). V jeho kariéře mu pomáhala výška 213 cm. Po skončení hráčské kariéry se věnoval politice, v barvách středolevé strany PASOK. Od roku 1990 byl radním rodné Soluně, v letech 2000–2006 vedl jednu ze soluňských místních částí a v letech 2007–2011 byl starostou města Pireus. Dvakrát byl též zvolen do řeckého parlamentu. Působil v něm v letech 2000–2007.